# The Falling Man

Um homem salta do World Trade Center para a morte, durante os ataques de 11 de setembro de 2001. Fotografia conhecida como The Falling Man

The Falling Man (em português:  O Homem em Queda ou O Homem que Cai - tradução livre) é uma fotografia feita por Richard Drew, fotógrafo da Associated Press, mostrando um homem caindo da Torre Norte do World Trade Center às 09:41:15 durante os ataques de 11 de setembro de 2001 em Nova Iorque.
Oficialmente, todas as mortes nos ataques, com exceção dos sequestradores, foram consideradas homicídios (em oposição a "suicídio") e o escritório do médico legista da cidade de Nova Iorque afirmou que não classificou as pessoas que saltaram como "suicidas" – "um "suicida" é alguém que vai ao escritório de manhã sabendo que vai cometer suicídio. Essas pessoas foram forçadas a sair pela fumaça e pelas chamas."
O fotógrafo disse que, em pelo menos dois dos casos, artigos de jornal comentando sobre a imagem atraíram uma avalanche de críticas de leitores que acharam a imagem perturbadora. Quanto ao impacto da queda do homem, o teólogo Mark D. Thompson do Moore Theological College diz que "talvez a imagem mais poderosa do desespero no início do século XXI não seja encontrada na arte, literatura ou mesmo na música popular. Pode ser encontrada em uma única fotografia."

## História da publicação
A fotografia apareceu em jornais de todo o mundo, entre eles o The New York Times, na página sete em 12 de setembro de 2001. Sua aparição causou escandalização, fazendo com que a imagem deixasse de ser usada com frequência. A utilização de imagens de pessoas saltando das torres tornou-se um tabu e essa entre outras imagens sofreram graves críticas. Seis anos depois dos ataques terroristas, a imagem do homem saltando apareceu na primeira página do Book Review New York Times em 27 de maio de 2007.
"The Falling Man" é também o título de um artigo sobre a fotografia de Tom Junod que foi lançado na edição de setembro de 2003 da revista Esquire, depois transformado num documentário. O artigo e o filme revelam que o homem caindo pode ter sido Jonathan Briley, que trabalhou no último andar da Torre Norte num restaurante. Foi dali que Jonathan decidiu pular. Ele sofria de asma e não sabia se conseguiria suportar a fumaça.

## Identificação
Devido ao grande número de pessoas que foram forçadas a saltar do prédio em chamas, identificá-las não foi algo simples. Contabiliza-se que pelo menos duzentas pessoas, das 1.334 que ficaram presas, tenham pulado dos prédios do WTC.
Inicialmente, o homem foi identificado pelo The Globe and Mail como Norberto Hernandez, mas quando a família observou a série de imagens, ficou evidente que não se tratava desse homem. Três outras famílias afirmaram que o homem era um de seus parentes, mas após uma analise cuidadosa, refutou-se essa ideia.
Cinco anos após os ataques terroristas, o homem foi identificado por Michael Lomonaco, chef de restaurante, como sendo Jonathan Briley, um funcionário seu de 43 anos de idade do Windows on the World, um restaurante instalado nos 106º e 107º andares da Torre Norte do World Trade Center. Briley era um técnico de áudio que vivia em Mount Vernon e que trabalhou no restaurante da Torre Norte. Jonathan havia sido identificado como sendo seu irmão inicialmente.